# Gazete Bum
Die Gazete Bum (oder kurz BUM) ist das größte türkischsprachige Zeitungsmagazin in Österreich.
Das Themenspektrum des Magazins fokussiert auf Themen mit Bezug zu Österreich. Die Gazete Bum erscheint sechs Mal jährlich in einer Auflage von 60.000 Exemplaren und wird zur freien Entnahme in Bildungsinstituten, auf Busterminals, in Gesundheitszentren und in einer Supermarktkette angeboten. Zusätzlich werden in Wien 500 Entnahmetaschen auf stark frequentierten Straßen befüllt. Weitere Vertriebswege sind Cafés und Restaurants, Friseursalons, Vereine, Beratungsstellen und Kulturinstitutionen. Sämtliche Inhalte werden auch über die Webseite angeboten. Chefredakteur der Gazete Bum ist Oguzcan Karatas. Geschäftsführer des ALPHA Plus Verlages sind Svetlana Ilic und Dino Šoše, der auch Herausgeber aller Verlagsschriften ist. Die Gazete Bum ist Mitglied des österreichischen Presserates.